# Nahuel Lemos
Nahuel Lemos (Sayago, Montevideo, Uruguay, 13 de marzo de 1999) es un basquetbolista uruguayo que se desempeña como ala-pívot en Montevideo BBC de la Liga Uruguaya de Ascenso.

## Trayectoria

### Clubes
| Club                     | País      | Año             |
| ------------------------ | --------- | --------------- |
| Sayago                   | Uruguay   | 2016 - 2017     |
| Aguada                   | Uruguay   | 2017 - 2018     |
| Sayago                   | Uruguay   | 2018 - 2019     |
| Estudiantes de Concordia | Argentina | 2019 - 2020     |
| Sayago                   | Uruguay   | 2020            |
| Obras Basket             | Argentina | 2020 - 2021     |
| Salta Basket             | Argentina | 2021            |
| Sayago                   | Uruguay   | 2021            |
| Goes                     | Uruguay   | 2021 - 2022     |
| Sayago                   | Uruguay   | 2022            |
| Urupan                   | Uruguay   | 2022 - 2023     |
| Tabaré                   | Uruguay   | 2023            |
| Urupan                   | Uruguay   | 2023 - 2024     |
| Colón                    | Uruguay   | 2024            |
| Praga                    | Uruguay   | 2024 - 2025     |
| Montevideo BBC           | Uruguay   | 2025 - Presente |

## Selección nacional
Lemos ha jugado con la selección de baloncesto de Uruguay en partidos de clasificación para la FIBA AmeriCup.